# James Gadsden

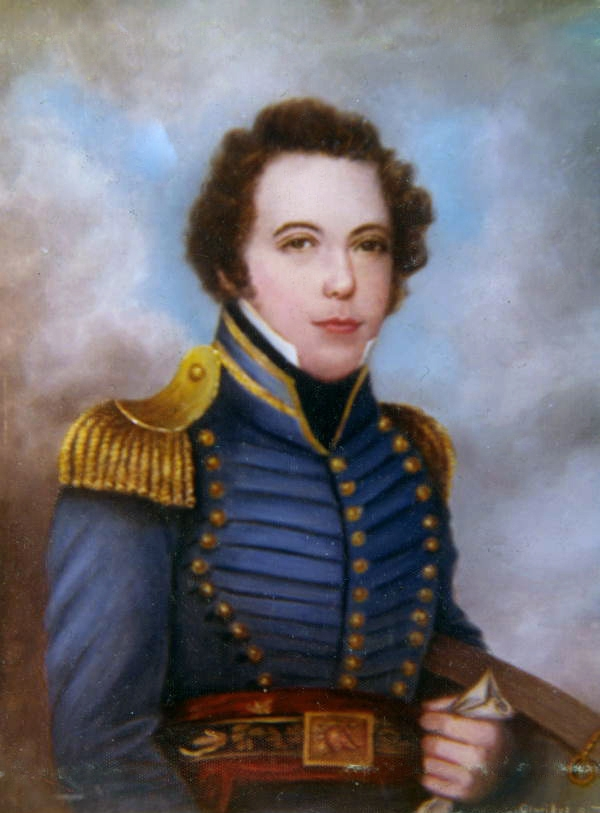
Luitenant James Gadsden

James Gadsden (15 mei 1788 - 25 december 1858) was een Amerikaanse diplomaat, soldaat en zakenman.
Zijn belangrijkste verwezenlijking als Amerikaanse diplomaat in Mexico was zonder twijfel het sluiten van de Gadsdenaankoop, waar hij ook zijn naam aan leende. Bij de Gadsdenaankoop werd op 30 december 1853 een akkoord gesloten waarbij de Verenigde Staten van Mexico dat stuk land kocht dat nu het zuidelijke deel van Arizona en New Mexico vormt.
Van 1840 tot 1850 was Gadsden president van de South Carolina Railroad. Hij zette zich toen in voor de promotie van een transcontinentale spoorlijn van de Oost- naar de Westkust.